# نامه به تیتوس
نامه به تیتوس یا نامه به تیطُس (به انگلیسی: Epistle to Titus) بخشی است از عهد جدید در کتاب انجیل، کتاب مقدس مسیحیان.
نامه به تیتوس، یکی از سه نامه شبانی به شمار می‌آید و این نامه خود را به عنوان نامه‌ای که از سوی پولُس مقدس به همکار نزدیک خود، تیتوس نوشته شده معرفی می‌کند.
این نامه که در آن شرایط و وظایف بزرگان و اسقف‌ها یاد شده از سه گفتار تشکیل شده و به زبان یونانی باستان نوشته شده‌است.
تیتوس از مسیحیان غیریهودی و همکار و دوست پولس در فعالیت‌های بشارتی او بود. پولس سرپرستی کلیسای جزیره کرت یونان را بر عهده تیتوس نهاده بود.
این نامه به بررسی سه موضوع اصلی می‌پردازد. پولس در آغاز، ویژگی‌های لازم برای رهبران کلیسا را به تیتوس یادآور می‌شود. سپس تیتوس را اندرز می‌دهد که چگونه قشرهای مختلف کلیسا را آموزش دهد. سرانجام، در آخرین بخش نامه، اندرزهایی پیرامون رفتار و مَنِش مسیحی وجود دارد که در آن پولس، به ویژه بر لزوم حفظ آرامش و روحیه همکاری و همچنین دوری از دشمنی و ستیز و چنددستگی در کلیسا تأکید می‌کند.

## تقسیم‌بندی کلّی
۱ - مقدمه (۱:۱-۴)
۲ - رهبران و آموزگاران کلیسا (۱:۵-۱۶)
۳ - آموزش به قشرهای گوناگون در کلیسا (فصل ۲)
۴ - راهنمایی‌های عمومی (۳:۱-۱۱)
۵ - بخش پایانی (۳:۱۲-۱۵)